# Volta a Cataluña 1978
La Volta a Cataluña de 1978 fue 58.ª edición de la Volta a Cataluña, que se disputó en 7 etapas del 7 al 14 de septiembre de 1978 con un total de 1175,5 km. El vencedor final fue el italiano Francesco Moser del equipo Sanson-Campagnolo por ante Francisco Galdós del Kas-Campagnolo, y de Pedro Torres del Teka.
La tercera y la séptima etapas estabas divididas en dos sectores. había dos contrarrelojes individuales, una al Prólogo de Sitges y la otra al primer sector de la séptima la etapa a Vendrell.
Francesco Moser ganaba la "Vota" con gran superioridad respecto a los otros ciclistas. Venció en cuatro etapas y se mantuvo líder desde el primer día hasta el final.

## Etapas
| Etapa   | Fecha            | Ciudades de etapa                       | km    | Vencedor de la etapa | Líder de la general |
| ------- | ---------------- | --------------------------------------- | ----- | -------------------- | ------------------- |
| Prólogo | 7 de septiembre  | Sitges – Sitges (CRI)                   | 4,2   | Francesco Moser      | Francesco Moser     |
| 1.ª     | 8 de septiembre  | Sitges – Espluga de Francolí            | 173,6 | Francesco Moser      | Francesco Moser     |
| 2.ª     | 9 de septiembre  | Espluga de Francolí – Guisona           | 159,6 | Miguel Mari Lasa     | Francesco Moser     |
| 3a      | 10 de septiembre | Circuito por las Ramblas (Barcelona)    | 45,0  | Frans Van Looy       | Francesco Moser     |
| 3a B    | 10 de septiembre | Premiá de Dalt - Alto del Cortijo Nuevo | 109,7 | Francesco Moser      | Francesco Moser     |
| 4.ª     | 11 de septiembre | Playa de Aro - Pardinas                 | 149,2 | Antoon Houbrechts    | Francesco Moser     |
| 5.ª     | 12 de septiembre | Ribas de Freser - Coll de Palo (Bagá)   | 206,7 | Francisco Galdós     | Francesco Moser     |
| 6.ª     | 13 de septiembre | Bagá – Manresa                          | 179,7 | José Manuel García   | Francesco Moser     |
| 7a      | 14 de septiembre | Vendrell – Vendrell (CRI)               | 29,8  | Francesco Moser      | Francesco Moser     |
| 7a B    | 14 de septiembre | Coma-ruga – Sitges                      | 118,0 | Phil Edwards         | Francesco Moser     |

### Prólogo[1]
07-09-1978: Sitges – Sitges, 4,2 km. (CRI):
|   | Ciclista          | Equipo            | Tiempo |
| - | ----------------- | ----------------- | ------ |
| 1 | Francesco Moser   | Sanson-Campagnolo | 5' 11" |
| 2 | Eulalio García    | Teka              | + 16"  |
| 3 | José Enrique Cima | Kas-Campagnolo    | + 17"  |

|   | Ciclista          | Equipo            | Tiempo |
| - | ----------------- | ----------------- | ------ |
| 1 | Francesco Moser   | Sanson-Campagnolo | 5' 11" |
| 2 | Eulalio García    | Teka              | + 16"  |
| 3 | José Enrique Cima | Kas-Campagnolo    | + 17"  |

### 1.ª etapa[2]
08-09-1978: Sitges – l'Espluga de Francolí, 173,6:
|   | Ciclista         | Equipo            | Tiempo     |
| - | ---------------- | ----------------- | ---------- |
| 1 | Francesco Moser  | Sanson-Campagnolo | 4h 55' 04" |
| 2 | Miguel Mari Lasa | Teka              | m. t.      |
| 3 | Francisco Galdós | Kas-Campagnolo    | m. t.      |

|   | Ciclista         | Equipo            | Tiempo     |
| - | ---------------- | ----------------- | ---------- |
| 1 | Francesco Moser  | Sanson-Campagnolo | 5h 05' 15" |
| 2 | Miguel Mari Lasa | Teka              | + 25"      |
| 3 | Francisco Galdós | Kas-Campagnolo    | m. t.      |

### 2.ª etapa[3]
09-09-1978: Espluga de Francolí – Guisona, 159,6 km.:
|   | Ciclista         | Equipo            | Tiempo     |
| - | ---------------- | ----------------- | ---------- |
| 1 | Miguel Mari Lasa | Teka              | 4h 12' 55" |
| 2 | Francesco Moser  | Sanson-Campagnolo | m. t.      |
| 3 | Pere Vilardebó   | Teka              | m. t.      |

|   | Ciclista         | Equipo            | Tiempo     |
| - | ---------------- | ----------------- | ---------- |
| 1 | Francesco Moser  | Sanson-Campagnolo | 9h 13' 10" |
| 2 | Miguel Mari Lasa | Teka              | + 25"      |
| 3 | Pedro Vilardebó  | Teka              | + 31"      |

### 3.ª etapa[4]
10-09-1978: Circuito por las Ramblas (Barcelona), 45,0 km.:
| Resultado de la 3ª etapa A \| \| Ciclista \| Equipo \| Tiempo \| \| - \| ------------------- \| ------------------------------ \| ------- \| \| 1 \| Frans Van Looy \| Mine Flat-Boule de Oro-Colnago \| 59' 45" \| \| 2 \| Giuseppe Martinelli \| Magniflex-Torpado \| m. t. \| \| 3 \| Daniele Tinchella \| Transmallorca-Gios \| m. t. \| |                     |                                |         |
| | Ciclista            | Equipo                         | Tiempo  |
| 1 | Frans Van Looy      | Mine Flat-Boule de Oro-Colnago | 59' 45" |
| 2 | Giuseppe Martinelli | Magniflex-Torpado              | m. t.   |
| 3 | Daniele Tinchella   | Transmallorca-Gios             | m. t.   |

### 3.ª etapa B
10-09-1978: Premiá de Dalt - Alto del Cortijo Nuevo, 109,7 km.:
|   | Ciclista          | Equipo             | Tiempo     |
| - | ----------------- | ------------------ | ---------- |
| 1 | Francesco Moser   | Sanson-Campagnolo  | 2h 48' 07" |
| 2 | Vicente Belda     | Transmallorca-Gios | + 02"      |
| 3 | José Enrique Cima | Kas-Campagnolo     | + 09"      |

|   | Ciclista        | Equipo            | Tiempo      |
| - | --------------- | ----------------- | ----------- |
| 1 | Francesco Moser | Sanson-Campagnolo | 13h 01' 03" |
| 2 | Pedro Torres    | Teka              | + 49"       |
| 3 | Pedro Vilardebó | Teka              | + 1' 08"    |

### 4.ª etapa[5]
11-09-1978: Playa de Aro - Pardinas, 149,2 km.:
|   | Ciclista          | Equipo                         | Tiempo     |
| - | ----------------- | ------------------------------ | ---------- |
| 1 | Antoon Houbrechts | Mine Flat-Boule de Oro-Colnago | 4h 02' 14" |
| 2 | Vicente Belda     | Transmallorca-Gios             | + 11"      |
| 3 | Francesco Moser   | Sanson-Campagnolo              | + 32"      |

| Ciclista | Equipo          | Tiempo            |             |
| -------- | --------------- | ----------------- | ----------- |
| 1        | Francesco Moser | Sanson-Campagnolo | 17h 03' 49" |
| 2        | Pedro Torres    | Teka              | + 49"       |
| 3        | Pedro Vilardebó | Teka              | + 1' 12"    |

### 5.ª etapa
10-09-1979: Ribas de Freser - Coll de Pal (Bagá), 206,7 km. :
|   | Ciclista         | Equipo             | Tiempo     |
| - | ---------------- | ------------------ | ---------- |
| 1 | Francisco Galdós | Kas-Campagnolo     | 6h 39' 06" |
| 2 | Vicente Belda    | Transmallorca-Gios | + 1' 45"   |
| 3 | Francesco Moser  | Sanson-Campagnolo  | + 1' 47"   |

|   | Ciclista         | Equipo            | Tiempo      |
| - | ---------------- | ----------------- | ----------- |
| 1 | Francesco Moser  | Sanson-Campagnolo | 23h 44' 42" |
| 2 | Francisco Galdós | Kas-Campagnolo    | + 1' 35"    |
| 3 | Pedro Torres     | Teka              | + 3' 37"    |

### 6.ª etapa[6]
13-09-1978: Bagá – Manresa, 179,7 km.:
|   | Ciclista           | Equipo             | Tiempo     |
| - | ------------------ | ------------------ | ---------- |
| 1 | José Manuel García | Transmallorca-Gios | 4h 53' 55" |
| 2 | Armando Lora       | Magniflex-Torpado  | + 5' 33"   |
| 3 | Miguel Mari Lasa   | Teka               | + 6' 35"   |

|   | Ciclista         | Equipo            | Tiempo      |
| - | ---------------- | ----------------- | ----------- |
| 1 | Francesco Moser  | Sanson-Campagnolo | 28h 45' 12" |
| 2 | Francisco Galdós | Kas-Campagnolo    | + 1' 35"    |
| 3 | Pedro Torres     | Teka              | + 3' 37"    |

### 7.ª etapa[7]
14-09-1978: El Vendrell – Vendrell, 29,8 km. (CRI):
| Resultado de la 7ª etapa A \| \| Ciclista \| Equipo \| Tiempo \| \| - \| --------------- \| ----------------- \| -------- \| \| 1 \| Francesco Moser \| Sanson-Campagnolo \| 39' 50" \| \| 2 \| Vito Da Ros \| Magniflex-Torpado \| + 1' 14" \| \| 3 \| Joan Pujol \| Kas-Campagnolo \| + 1' 31" \| |                 |                   |          |
| | Ciclista        | Equipo            | Tiempo   |
| 1 | Francesco Moser | Sanson-Campagnolo | 39' 50"  |
| 2 | Vito Da Ros     | Magniflex-Torpado | + 1' 14" |
| 3 | Joan Pujol      | Kas-Campagnolo    | + 1' 31" |

### 7.ª etapa B
14-09-1978: Coma-ruga – Sitges, 118,0 km.:
|   | Ciclista            | Equipo            | Tiempo     |
| - | ------------------- | ----------------- | ---------- |
| 1 | Phil Edwards        | Sanson-Campagnolo | 3h 15' 29" |
| 2 | José Luis Enfedaque | Novostil-Helios   | m. t.      |
| 3 | Jean-Claude Fabbri  | Magniflex-Torpado | m. t.      |

|   | Ciclista         | Equipo            | Tiempo      |
| - | ---------------- | ----------------- | ----------- |
| 1 | Francesco Moser  | Sanson-Campagnolo | 32h 31' 20" |
| 2 | Francisco Galdós | Kas-Campagnolo    | + 3' 15"    |
| 3 | Pedro Torres     | Teka              | + 5' 37"    |

## Clasificación General
|    | Ciclista           | Equipo                         | Tiempo      |
| -- | ------------------ | ------------------------------ | ----------- |
|    | Francesco Moser    | Sanson-Campagnolo              | 32h 31' 20" |
| 2  | Francisco Galdós   | Kas-Campagnolo                 | + 3' 15"    |
| 3  | Pedro Torres       | Teka                           | + 5' 37"    |
| 4  | Joan Pujol         | Kas-Campagnolo                 | m. t.       |
| 5  | Vicent Belda       | Transmallorca-Gios             | + 6' 43"    |
| 6  | Miguel Mari Lasa   | Teka                           | + 9' 19"    |
| 7  | Ismael Lejarreta   | Kas-Campagnolo                 | + 9' 46"    |
| 8  | Antoon Houbrechts  | Mine Flat-Boule de Oro-Colnago | + 10' 12"   |
| 9  | Claudio Bortolotto | Sanson-Campagnolo              | + 10' 16"   |
| 10 | Pere Vilardebó     | Teka                           | + 11' 53"   |

## Clasificaciones secundarias
|   | Ciclista         | Equipo             | Puntos    |
| - | ---------------- | ------------------ | --------- |
| 1 | Vicent Belda     | Transmallorca-Gios | 38 puntos |
| 2 | Francesco Moser  | Sanson-Campagnolo  | 38 puntos |
| 3 | Francisco Galdós | Kas-Campagnolo     | 33 puntos |

|   | Ciclista       | Equipo                         | Puntos    |
| - | -------------- | ------------------------------ | --------- |
| 1 | Ludo Schurgers | Mine Flat-Boule de Oro-Colnago | 44 puntos |
| 2 | Antonio Abad   | Novostil-Helios                | 34 puntos |
| 3 | Andrés Oliva   | Teka                           | 18 puntos |

|   | Ciclista         | Equipo            | Puntos    |
| - | ---------------- | ----------------- | --------- |
| 1 | Francesco Moser  | Sanson-Campagnolo | 46 puntos |
| 2 | Francisco Galdós | Kas-Campagnolo    | 30 puntos |
| 3 | Miguel Mari Lasa | Teka              | 27 puntos |

|   | Equipo            | Nacionalidad | Tiempo      |
| - | ----------------- | ------------ | ----------- |
| 1 | Sanson-Campagnolo | Italia       | 97h 29' 08" |
| 2 | Kas-Campagnolo    | España       | + 5' 08"    |
| 3 | Teka              | España       | + 12' 35"   |